# Dąb Jagiełły

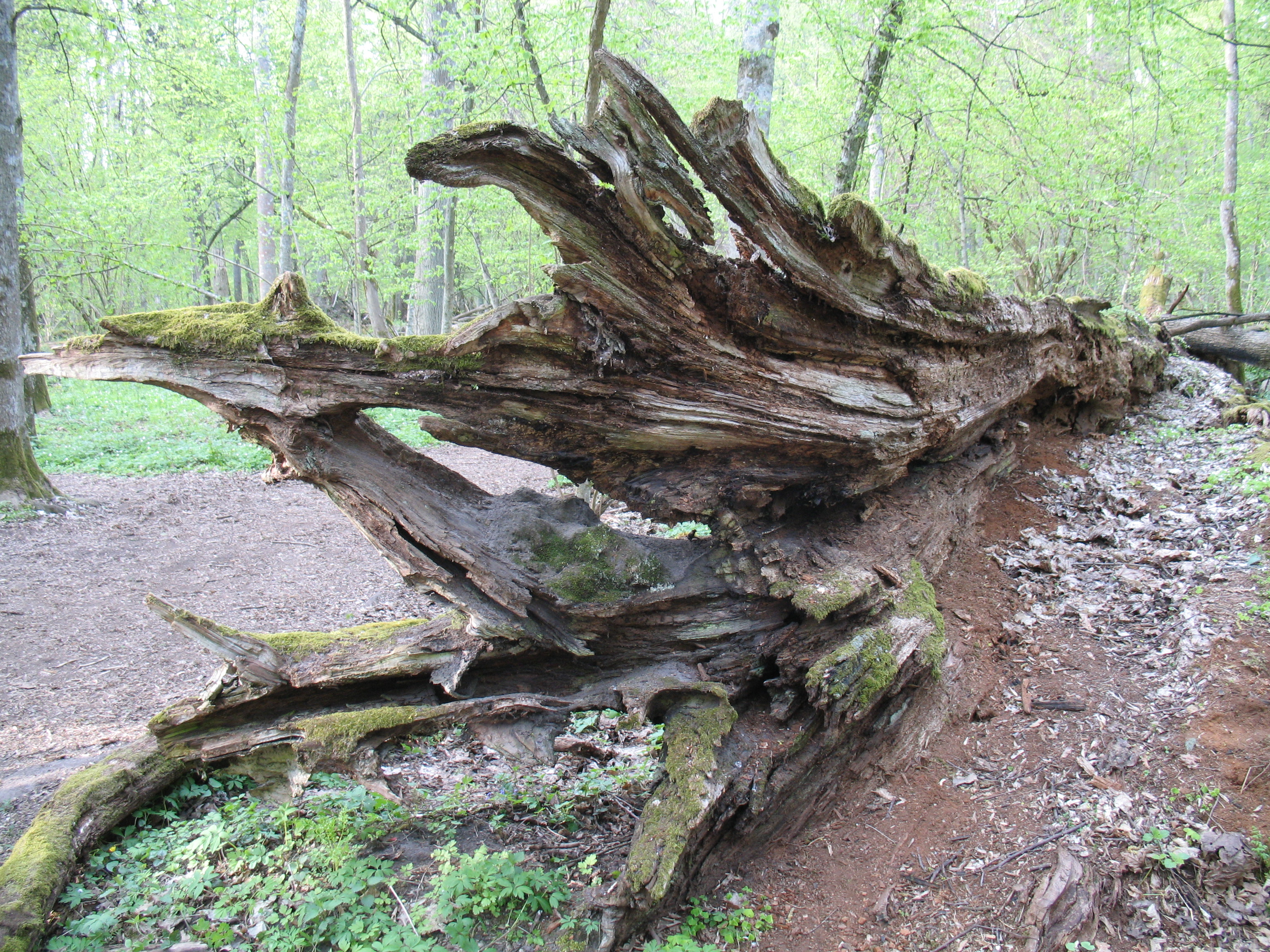
Spróchniały pień Dębu Jagiełły

Dąb Jagiełły – martwy dąb w Puszczy Białowieskiej. 

## Opis
Według legendy, pod tym dębem miał przesiadywać Władysław II Jagiełło przed łowami zorganizowanymi przed wyprawą grunwaldzką. 
Drzewo zostało zwalone przez wichurę 2 listopada 1974 roku. Faktycznie nie miało więcej niż 450 lat (obwód na wys. 130 cm od podstawy 550 cm, wysokość 39 m). Jak na dąb rosnący w Puszczy Białowieskiej miał duże konary i sporą koronę. Kilka lat przed wywróceniem się Dąb Jagiełły stracił konar 29-metrowej długości. Obecnie można oglądać w Białowieskim Parku Narodowym jego rozkładający się pień.
Twórcą legendy Dębu Jagiełły był Jan Jerzy Karpiński. Sprawiła ona, że tysiące turystów zostało odciągniętych od centrum Białowieży i zgodnie z zamysłem autora zaczęło podziwiać piękno ostępów puszczy. Z żołędzi zrzuconych przy upadku drzewa ówcześni pracownicy Zakładu Badania Ssaków: Stanisław Borowski i Jerzy Olszewski wyhodowali kilka dąbków, z których zachował się jeden, rosnący w ogrodzie Białowieskiej Stacji Geobotanicznej, żartobliwie nazywany „Jagiellończykiem”.
Do drzewa prowadzi czterokilometrowy szlak pieszy „Do Dębu Jagiełły”.